# Gioacchino Guaragna
Gioacchino Guaragna (Milano, 14 giugno 1908 – Milano, 19 aprile 1971) è stato uno schermidore italiano, specializzato nel fioretto. Ha vinto due medaglie d'oro ed una d'argento nella scherma ai Giochi olimpici.

## Palmarès
In carriera ha ottenuto i seguenti risultati:
 Giochi olimpici 
Individuale
A squadre
- Oro nel fioretto ad Amsterdam 1928[1]
- Oro nel fioretto a Berlino 1936[2]
- Argento nel fioretto a Los Angeles 1932[3]

 Mondiali 
Individuale
- Oro nel fioretto a Budapest 1933
- Oro nel fioretto a Piešťany 1938
- Bronzo nel fioretto a Vichy 1927
- Bronzo nel fioretto a Liegi 1930

A squadre
- Oro nel fioretto a Napoli 1929
- Oro nel fioretto a Liegi 1930
- Oro nel fioretto a Vienna 1931
- Oro nel fioretto a Budapest 1933
- Oro nel fioretto a Varsavia 1934
- Oro nel fioretto a Piešťany 1938

 Campionati italiani 
Individuale
- Oro nel fioretto nel 1925
- Oro nel fioretto nel 1928
- Oro nel fioretto nel 1929
- Oro nel fioretto nel 1931
- Oro nel fioretto nel 1933
- Oro nel fioretto nel 1934
- Oro nel fioretto nel 1936

A squadre